# Okręg Entremont
Entremont (fr. District d’Entremont, niem. Bezirk Entremont) – okręg w Szwajcarii, w kantonie Valais. Siedziba administracyjna okręgu znajduje się w miejscowości Sembrancher.  
Okręg składa się z pięciu gmin (Commune; Politische Gemeinde) o powierzchni 632,97 km² i o liczbie mieszkańców 15 943.

## Gminy
1. Bourg-Saint-Pierre
2. Liddes
3. Orsières
4. Sembrancher
5. Val de Bagnes

## Zmiany administracyjne
- 1 stycznia 2021
  - utworzenie gminy Val de Bagnes z gmin Bagnes i Vollèges